# Wiesław Lizak
Wiesław Lizak (ur. 8 czerwca 1962) – polski politolog, doktor habilitowany nauk społecznych, pracownik naukowy Wydziału Nauk Politycznych i Studiów Międzynarodowych Uniwersytetu Warszawskiego (dawniej  ISM UW), w latach 1999–2002 wicedyrektor ISM.

## Życiorys
W 1986 ukończył studia magisterskie na ówczesnym Wydziale Dziennikarstwa i Nauk Politycznych UW, zaś dwa lata później podyplomowe studia dziennikarskie tamże. W 1987 dołączył do kadry naukowo-dydaktycznej ISM UW. W 1997 uzyskał na macierzystym wydziale doktorat, zaś w 2013 habilitację na podstawie dorobku naukowego i rozprawy Afrykańskie instytucje bezpieczeństwa.
Specjalizuje się w tematyce stosunków międzynarodowych na obszarze Afryki i Bliskiego Wschodu, a także geografii politycznej. Należy do Polskiego Towarzystwa Afrykanistycznego, gdzie w latach 2004–2009 był skarbnikiem, a od 2009 jest członkiem komisji rewizyjnej.
Wypromował cztery doktoraty.

## Wybrane publikacje
- Przesłanki i czynniki konfliktów międzynarodowych w Afryce, Warszawa, 1997.
- Afrykańskie instytucje bezpieczeństwa, Warszawa: Wydawnictwo Naukowe Scholar, 2012.